# اجاجا
اجاجا یک منطقهٔ مسکونی در الجزایر است که در استان ورقله واقع شده‌است.

## خصوصیات
اجاجا ۱۳۴ متر بالاتر از سطح دریا واقع شده‌است.